# Тис звичайний
Тис звичайний, тис негній-дерево, тис я́гідний, негній-де́рево (Taxus baccata L.) — хвойне вічнозелене дерево (або великий кущ) родини тисових. Усі частини рослини, окрім принасінника («ягоди» без насіння), отруйні для людини через наявність у них алкалоїдів таксинів.

## Біологічні характеристики
Тис ягідний — вічнозелена деревоподібна або кущоподібна рослина, що сягає висоти до 25—30 м. Росте відносно повільно. Тривалість життя 700—3500 років. Кора червонувато-бура, на молодих пагонах гладка, на грубших гілках і стовбурах лущиться від старості (відшаровується тонкими пластинками). Деревина дуже тверда й важка, складається з тоненьких судин зі спіральними потовщеннями. Серцевинні промені складаються тільки з самої м'якоті, смоляні ходи відсутні.
Листки (хвоя) ланцетоподібні, завдовжки до 30—50 мм, завширшки 2,5 мм, зверху темно-зелені, блискучі, знизу світло-матові, без білих прожилок, м'які, кінці загострені. Отруйні для коней і худоби.
Тис ягідний — дводомна рослина, тому плодоносять не всі його екземпляри. На чоловічих деревах мікроспорангії помітні вже восени, округлої форми, жовтуваті, розміщені в пазухах листків на останньому пагоні. Під час цвітіння висовується коротка ніжка, на якій містяться пиляки, кожен з яких має 5—8 мішечків, що тріскаються поздовжньо, пилкові зерна без повітряних мішків, одноклітинні.
Насінний зачаток у тиса з'являється пізньої осені й зимує в стадії утворення мегаспороцитів. У тиса в одному нуцелусі буває 2—4 жіночі гаметофіти, що утворюються з мегаспор однієї тетради, але не кожен з них утворює архегонії. У тиса вони оточені шаром прилеглих клітин гаметофіта. В оболонці яйцеклітини тиса ягідного, що прилягає до клітин покривного шару, були відкриті плазмодесми (Горожанкін, 1883). Запліднення відбувається від кінця травня до початку червня. Від запилення до запліднення проходить близько 1 місяця, насіння дозріває 6 тижнів.
Насінина зазвичай овально-яйцеподібна, 5—8 мм завдовжки і 4—5 мм завширшки, оточена м'ясистим червоним принасінником (існують форми з принасінниками жовтого кольору).
Насінина проростає через рік, іноді через 2, а то й 3—4 роки.
Тис зазвичай розмножують вегетативним методом. Цікаво, що живці, взяті з гілок, спрямованих угору, дають кущі з компактним вертикальним зростанням, а живці з горизонтальних гілок утворюють розкидисті низькі рослини.

## Екологічна приуроченість
Тис ягідний — рослина, вимоглива до вологості ґрунту та повітря. Серед усіх хвойних порід він найбільш тіньовитривале дерево. Жіночі особини дають насіння щорічно до глибокої старості, починаючи з 25—30-річного віку. Коренева система добре розвинута, пластична, утворює ендотрофну мікоризу, завдяки чому може пристосуватися до різних умов. Молоді пагони, кора та листя містять алкалоїд токсин — {\displaystyle {\ce {C37H51NO10}}} і сильно подразнювальну олію.

## Властивості й використання
Тіньовитривалий, деревина з чорно-бурою серцевиною, важка, міцна, стійка проти гниття (звідси й народна назва — негний-дерево), добре полірується. Використовують у меблевій промисловості, машинобудуванні, підводному будівництві тощо.
Тис ягідний у давнину був поширений на дуже великій території, та майже повністю винищений людиною через свою міцну деревину, яка має сильні бактерицидні властивості — вона вбиває навіть мікроорганізми, які є в повітрі. Побутувала думка, що хата, в якій хоча б стельові балки зроблені з тису, надійно захищена від хвороботворних інфекцій, що надзвичайно цінувалося з огляду на масові епідемії.
У Стародавньому Єгипті з тису робили саркофаги. У деяких країнах цією деревиною народ платив данину феодалам. За рахунок поєднання «живучості» і в'язкості деревини тис був одним з найкращих матеріалів для виготовлення луків. З тису робили, наприклад, середньовічні англійські довгі луки. Традиційно деревину використовували в токарстві та для виготовлення довгих луків і держаків для інструментів. Один з найстаріших у світі збережених дерев'яних артефактів — це вістря списа з тису, якому, за оцінкою, близько 450 000 років (Yew, 2018). Раніше тисова деревина використовувалась для оздоблення княжих і королівських палаців. З неї виготовлялися найкращі луки для воїнів. На Гуцульщині виготовляли тисові хрести, лави, двері тощо. Нині, зважаючи на малі запаси тиса, з його деревини роблять різні сувеніри, а також і далі використовують у будівництві, у столярній і токарній справі, для оздоблення меблів і музичних інструментів, у вигляді фанери (European Yew, 2007).
Деревина, кора та листя тиса містять алкалоїд (таксин), і тому він отруйний для людини й багатьох тварин, хоча, наприклад, зайці та олені охоче їдять тис без шкоди для себе. Існувало повір'я, що людину можна отруїти, подавши їй вино в кубку з тису, що насправді не є ймовірним. «Ягоди» (без насіння) їстівні й солодкі, але для більшості людей дещо неприємної драглистої структури. У Львівському інституті економіки і туризму розробили експериментальні зразки морозива з додаванням джему з ягід тиса ягідного.

## Отруєння тисом
Отруєння людини найчастіше можливе при споживанні отруйного насіння. Симптоми отруєння людини: нудота, блювота, пронос, загальна слабкість, біль у животі, сонливість, судоми, задуха, порушення серцевої діяльності, внаслідок чого настають стан колапсу і смерть. Летальний кінець може настати вже протягом першої години або протягом декількох годин (або перших днів). Пліній Старший у «Природничій історії» свідчить про випадки отруєння людини, яка випила вина з тисового кубка. Що старша хвоя тиса, то вона отруйніша.

## Використання тису в лікуванні хвороб
Деревину застосовують при асциті, місцево (у вигляді тирси) — при укусах скажених собак. У трактаті Авіценни «Канон лікарської науки» (1025) тис ягідний представлений як фітотерапевтичний засіб, що застосовується при серцевих захворюваннях (Tekol, 2007). Тис ягідний використовується в класичній гомеопатії (Дудченко & Грабова, 2011). З 1990-х років алкалоїди тисового дерева (таксани) використовуються для виготовлення протипухлинних засобів (паклітаксел, доцетаксел). Таксол з його цитотоксичними, антилейкемічними і антимітотоксичними властивостями, використовується в дослідницьких цілях. Попри серйозні занепокоєння щодо безпеки, тис використовується для лікування дифтерії, стрічкових глистів, набряклої мигдалини (тонзиліт), припадків (епілепсія), болів у м'язах та суглобах (ревматизм), станів сечовивідних шляхів та захворювань печінки. Корінні американці використовували тис для лікування низки недуг, таких як ревматизм, гарячка та навіть артрит. Японці використовували тисову хвою проти таких хвороб, як цукровий діабет, а жінки використовували його при проблемах із менструацією та спричинення абортів (Cashman & Craig, 2004).
Фармацевтичні компанії виготовляють паклітаксел (таксол), який відпускається за рецептом для лікування раку молочної залози та яєчників, з кори дерева тиса (Yew, 2014). Таксин у Великій Британії використовується в хімієтерапії раку яєчників, молочної залози, прямої кишки, шкіри (Yew clippings to make chemotherapy,
2020). Гілки й листя в індійській медицині використовують як кардіотонічний, спазмолітичний, відхаркувальний засіб, при метеоризмі, епілепсії, бронхіальній астмі, бронхіті, діареї; в народній медицині — при жіночих хворобах, аменореї; зовнішньо — при корості, настій — при ангіні; в гомеопатії есенція з листя — при ревматизмі, подагрі, хворобах печінки, нирок, серця, при запорах, бешиховому запаленні, пустульозних дерматитах. Відвар насіння діє на серце аналогічно відвару наперстянки.

## Поширення
Тис ягідний — рідкісний реліктовий вид з диз'юнктивним ареалом. Його сучасний ареал охоплює території Польщі, Чехії, Словаччини, Шотландії, Іспанії, Португалії, Греції, Північної Африки, узбережжя Балтійського моря, Карпатських, Кавказьких та Кримських гір. Південніше його ареал зміщується в Туреччину, де охоплює узбережжя Чорного моря, західну і південну — центральну частину території Туреччини, і заходить у Північний Іран біля Каспійського моря.
Значні природні насадження тиса ягідного ростуть у Великій Британії, включаючи Внутрішні Гебриди та Оркнейські острови. Рідше зустрічається в Шотландії, Уельсі та Ірландії (Tittensor, 1980). Один із європейських тисових лісів природного походження зростає в Національному парку Кілларні в Ірландії. Займаючи площу близько 25 га, цей осередок лісів є одним з найбільших за площею у Великій Британії та Ірландії (Killarney National Park, 2005).
У Швейцарії є відносно велика кількість молодих дерев тиса ягідного. Кількість дерев, обхват яких перевищує 10 см, налічують близько 700 000 шт., 50 000 з яких ростуть у регіоні Хорнлі (Санкт-Галлен/Тургау/Цюрих). Під час першої Швейцарської національної інвентаризації лісів (1983—1985 рр.) зафіксовано загалом 128 450 дерев тиса, діаметром на висоті грудей від 12 см (Brändli et al.,2009).
У змішаних лісах, на північному схилі гірського хребта Сент-Бауме (Франція) підраховано 4000 дерев тиса ягідного (Paule et al., 1993).
Загальну кількість дерев виду, що ростуть у природних лісах у Німеччині (близько 30 000 км²), оцінюють у близько 60 000 дерев. Найбільше їх у Тюрингії понад 32 000 дерев, Баварії — 14 000 дерев, Баден-Вюртемберзі — 6000 дерев та Гессені — 3000 дерев (Röβner & Wendt, 2015).
Природні насадження тиса в Данії загальною площею 3 га є на піщаних схилах і плато під наметом букового деревостану (Svenning, & Magård,1999).
У захисних лісах Австрії ростуть 7123 особини тиса ягідного на площі 68,5 га (Herz et al., 2005; Dhar, et al., 2006, 2007). Поширення тиса в Бельгії обмежується кількома районами в південній частині країни (Deforce, & Bastiaens, 2007). Незначні популяції тиса ягідного зустрічаються у Латвії (Свиланс, 1996). З літературних даних (Zatloukal & Vančura, 2004) відомо, що в Чехії нараховують від 10 000 до 11 242 особин тиса ягідного в дубових, ялиново-букових та навіть у соснових лісах.
У Польщі є 33 резервати суворого захисту тисових лісів, загальною площею 806,5 га (Szeszycki, 2006; Pawelec, 2010). Загалом інвентаризовано 448 локацій із 6057 деревами тиса (Falencka‐Jabłońska, 2004). Кілька значних популяцій тиса у Словаччині є в регіональних та національних заповідниках, де охороняється на площі близько 1630 га (Dovčiak, 2002).
В Угорщині найбільший природний осередок тиса зустрічається в буковому лісі гір Бакони, поблизу Сентгал (Németh-Kiss et al., 1996; Frank &Heinze 2012).
Тисово-букові ліси (537 га, 4224 дерева) зустрічаються у Румунії, які охороняються на місцевому та державному рівні (Togor & Burescu 2012; Simon et al., 2018).
Популяції тисів (173 ділянки, близько 9000 особин) обмежені в гірських районах Центральної та Північної Греції, особливо вздовж гірського хребта Пінд, гори Олімп, гірського хребта Родопі та гори Холомонтас на півострові Халкідікі.
Крім того, невеликі природні насадження тиса є в Пелопоннесі та на острові Евія (Kassioumis et al., 2004).
У Косові тис присутній у деяких районах гірських масивів албанських Альпгора Бабаллок (4,0 га, 1200—1300 м н.р.м.) і гора Белла (10,45 га, 1600—1750 м н.р.м.), гора Либенік (53,0 га, 1000—1200 м н.р.м.) та горі Коритник (10,45 га, 1350—1600 м н.р.м.) (Hysen et al., 2009).
На Піренейському півострові тис можна знайти майже у всіх гірських системах, особливо на півночі. Насадження за участю тиса ягідного ростуть у Перед-Піренеях, прибережних горах Каталонії, Альт-Маестраті, Конці, Альто- Таджо, гірських хребтах Валенсії, Центральних Горах та горах Монте-де-Толедо. Насадження з тисом ягідним у лісах Центральної Європи та каталонського середземноморського регіону займають 302,8 га (Camprodon et al., 2016).
Тис ягідний можна зустріти у всіх італійських регіонах, хоча він трапляється в ізольованих і надзвичайно обмежених місцях. У природному
лісовому заповіднику «Foresta Umbra» (Італія) описано 1023 дерева тиса ягідного з діаметром стовбура на висоті грудей більш як 3 см (Vessella et al., 2015). У заповідних районах Центральних Апеннін є три великі тисові популяції (3—12 тис. шт. особин тиса), загальною площею 379 га (Piovesan et al., 2009).
На о. Корсика нараховано 900 дорослих і зрілих особин тиса ягідного, що зосереджені на півдні Корте, на південному сході Кальві і на заході Порто-Веккіо (Paule et al., 1996). Поширення тиса на о. Сардинія обмежується гірськими районами: малі популяції (близько 50 локацій, площею ≈0,7 га) розташовані переважно на тінистих північних схилах (Farris et al., 2012). Тис ягідний природно поширений у горах Неброді (о. Сицилія) на площі 176,5 га (Mazzola & Domina, 2006).
Вид зустрічається в гірських районах північної частини Марокко: гірському хребті Ер-Риф, Середньому та Високому Атласі, на висоті між (500) 1200 та 2000 (2350) м н.р.м. Популяції, представлені найбільшою кількістю особин, є в Західному Ер-Рифі та Середньому Атласі, тоді як на Високому Атласі зустрічаються лише поодинокі, ізольовані особини (Romo et al., 2017).
У Туреччині тис ягідний зустрічається лише в долинах річок і потоків Західного Причорномор'я країни та Мармуровоморському регіоні (Kaya &Raynal, 2001). У гірканських лісах особини Taxus baccata L. розкидані здебільшого у високогір'ї, де утворюють у деяких районах чисті чи змішані насадження такі як: Афра Тахте, Пуне Арам та долина Таркат (Ghanbari et al., 2019; Alavi et al., 2020).
Нещодавно знайдений новий осередок площею 13 га на півночі Ірану в долині Тускістан (Waez-Mousavi & Maghsoudlou Nezhad, 2011).
На Кавказі збереглись ділянки, де тис має лісоутворювальне значення. Так, наприклад, у заповідній Хостинській тисо-самшитовій діброві тис займає площу 70 га (Резчикова, 2010, 2012). Найбільше місце природного зростання тиса — у Східній Грузії, в урочищі Бацара, біля річки Алазані. Ця тисова діброва займає площу близько 700 га (Gegechkori, 2018; Nakhutsrishvili, 2013). На її території нараховано 220 000 екземплярів тисових дерев, які ростуть на висоті від 900 м до 1350 м н.р.м. (деякі локації до 1500 м н.р.м.). Більшість дерев досягли 100-річного віку. Приблизно 13 000 дерев віком за 400—600 років, але вважають, що деякі екземпляри мають вік 1200—2000 років (Ketskhoveli, 1959; Pridnya, 2000). За дослідженнями А. Г. Долуханова, ця тисова діброва «за розмірами, за кількістю дорослих дерев, за величністю деревостану, за потужності зростання та іншими ознаками є не тільки кращою на Кавказі, але і кращою на всій земній кулі» (цит. Долуханов, 1964). Загальна площа, яку займає тис на Кавказі становить більш як 1500 га.
У Карпатській гірській системі найбільший осередок тиса (близько 160 тис. штук на площі 20 га) зберігається в буково-ялицевому пралісі в долині потоку Торміанець у Високих Татрах у Словаччині. Порівняно зі Словацькими Карпатами в Українських росте значно менше тисів. У Румунських Карпатах тис трапляється дуже часто в межах висот 490—1486 м над рівнем моря.

### В Україні
На території України тис ягідний природно росте лише в Карпатах та в Криму, в культурі — у дендраріях та в інших декоративних насадженнях по всій Україні.
В Українських Карпатах природні популяції тиса ягідного збереглись лише у трьох осередках: Княждвірський ботанічний заказник (Прикарпаття), пам'ятка природи загальнодержавного значення «Тисовий яр» (Буковина) та Угольсько-Широколужанський заповідний масив (Закарпаття). У Карпатах тис ягідний росте двома смугами, пов'язаними з поширенням букових лісів: північний макросхил від 400 до 800 м н.р.м., південний — 600—900 м н.р.м. У Гірському Криму — у верхній частині південного (700—1200 м н.р.м.) та північного (500—1200 м н.р.м.) макросхилів. Тис ягідний прив'язаний до тінистих лісів на бурих евтрофних ґрунтах на карбонатах, в ущелинах, на скелях, крутих схилах, в умовах специфічного мікроклімату (високої вологості повітря, затінення). Росте в другому деревному ярусі в Карпатах — букових та ялицево-букових лісів (союз Cephalanthero-Fagion, кл. Querco-Fagetea), у Криму — скельнодубових та букових лісів (союз Dentario-
quinquefolii Fagion sylvaticae).
Найбільше місце зростання тиса в Україні і одне з найбільших у Європі — Княждвірський ботанічний заказник загальнодержавного значення. Цей осередок зростання тиса розміщується на північно-східному передгір'ї Карпат, на північних схилах уздовж річки Прут, на висоті 320—460 м н.р.м., поблизу с. Печеніжин Коломийського району (Івано-Франківська область). Його загальна площа — 208 га, а тис безпосередньо росте на 70 га. Згідно з літературними джерелами, в заказнику «Княждвірський» росте понад 22 000 екземплярів тиса ягідного висотою 1,5 м і вище (Павлюк, & Марченко, 2004; Уруський & Павлюк, 2017).
Наступний за величиною осередок зростання тиса лежить на території, що належить до Буковинського Прикарпаття, яке являє собою
передгір'я з вологим, помірно-континентальним кліматом. Тисово-букові ліси зростають у межиріччі Пруту та Сірету і за геоботанічним районуванням належать до лісів остепненого Прут-Сірецького району. Тисовий яр — пам'ятка природи загальнодержавного значення, лежить на території Кучурівського лісництва (ДП «Чернівецьке ЛГ», Чернівецька область), між селами Снячів та Глибочок Чернівецької області. Тут тис безпосередньо росте на площі 10 га в кількості 1264 особини. Угольсько-Широколужанський масив, загальною площею 15 580 га, лежить на південних схилах полонини Менчул — потужного відрога гірського масиву Красна в межах висот 400—1280 м н.р.м. Тис росте на Угольській ділянці, що в басейнах річок Мала та Велика Угольки поблизу с. Мала Уголька (Закарпатська область). Декілька невеликих осередків тиса ягідного охороняються і на території Карпатського біосферного заповідника. Всього на території КБЗ обліковано 1463 особини тиса ягідного, як деревоподібної, так і кущоподібної форми в межах висот від 650 до 1225 м н. р. м. (в Угольсько-Широколужанському — 1074 особини, Мармароському — 256 особин, та Кузійскому масиві — 133 особини) (Кабаль et al., 2014; Полянчук, 2016; Полянчук et al., 2020).
Із літературних джерел та матеріалів лісовпорядкування відомо, що загальна площа насаджень за участю тиса ягідного у складі в Українських Карпатах становить 285,0 га.
У давнину тисові ліси були поширені в Карпатах і на Передкарпатті (про що свідчать сліди в топоніміці — річка Тиса, Тисів, Тисмениця тощо); тепер залишилися лише невеликі острівці, серед них:
- Княждвірський заказник у селі Княждвір (за СРСР — Верхнє) — один з найбільших заказників тиса ягідного в Європі. У Княждвірському заказнику росте 15,1 тис. шт. тисів на площі 70 га (загальна площа заказника — 208 га).
- Досить цікава ділянка тиса збереглася в урочищах Велика і Мала Уголька на Закарпатті (1500 шт. на площі 10 га), вона займає друге місце в Україні після заказника «Княждвірський».

Поодинокі дерева тиса також ростуть у Болехівському, Вигодському районах Івано-Франківської області (у Надвірнянському та Солотвинському держлісгоспах) та Рахівському районі Закарпатської області (в с. Ділове росте «сімейна» пара тисів на обійсті місцевого господаря: чоловіче дерево ― 216/68 см та жіноче ― 157/50 см в окружності та діаметром відповідно. Дерева обстежували науковці з Карпатського біосферного заповідника. Чоловічому дереву ймовірно близько 500 років. Тис також росте в кількох місцях у Чернівецькій області.
Через свою рідкісність навіть окремі тисові дерева в українських містах часто мають статус пам'яток природи (наприклад, Тис ягідний у Львові).

## Галерея

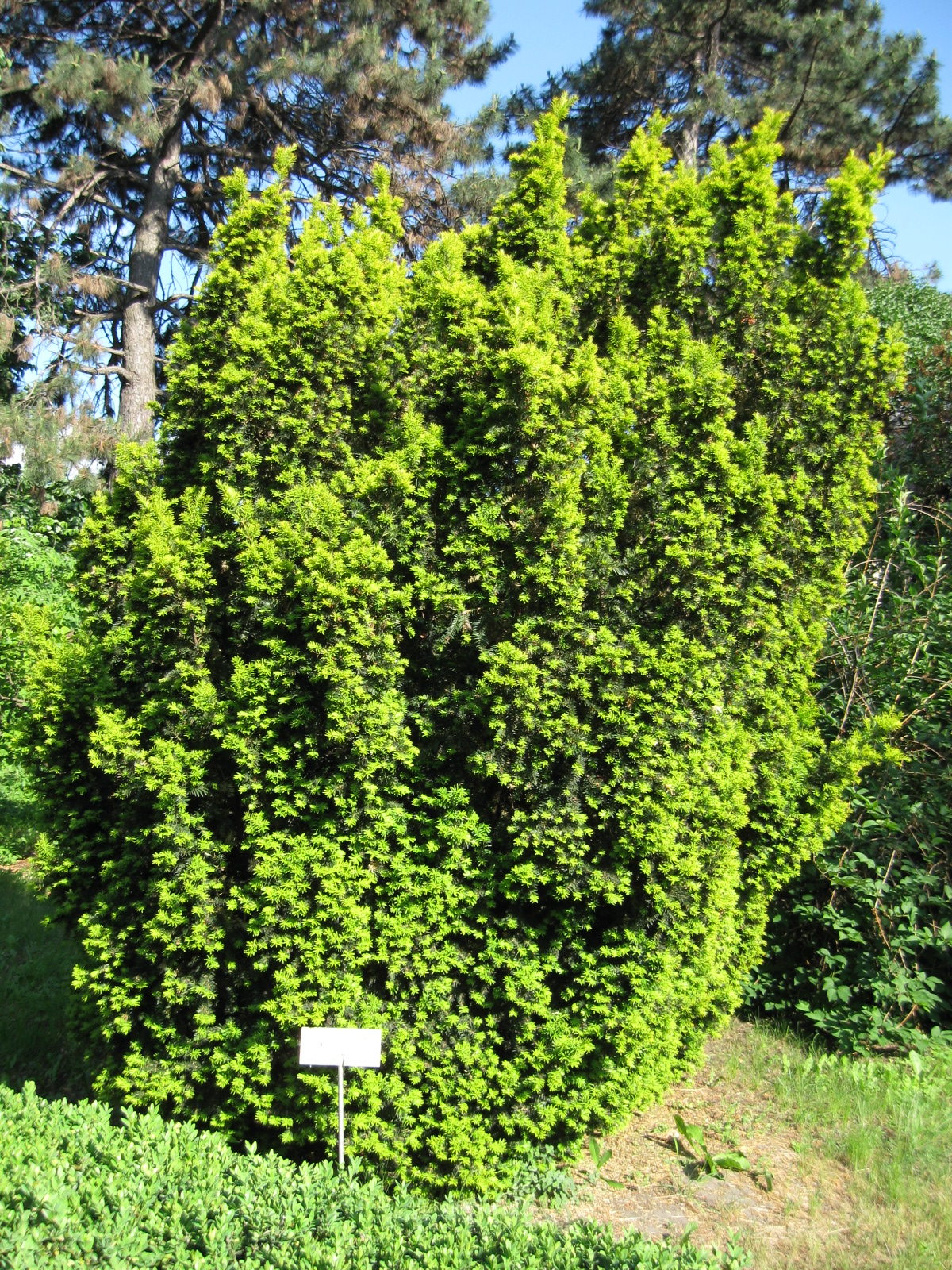
Тис ягідний в Ботанічному саду ім. Фоміна (м. Київ)
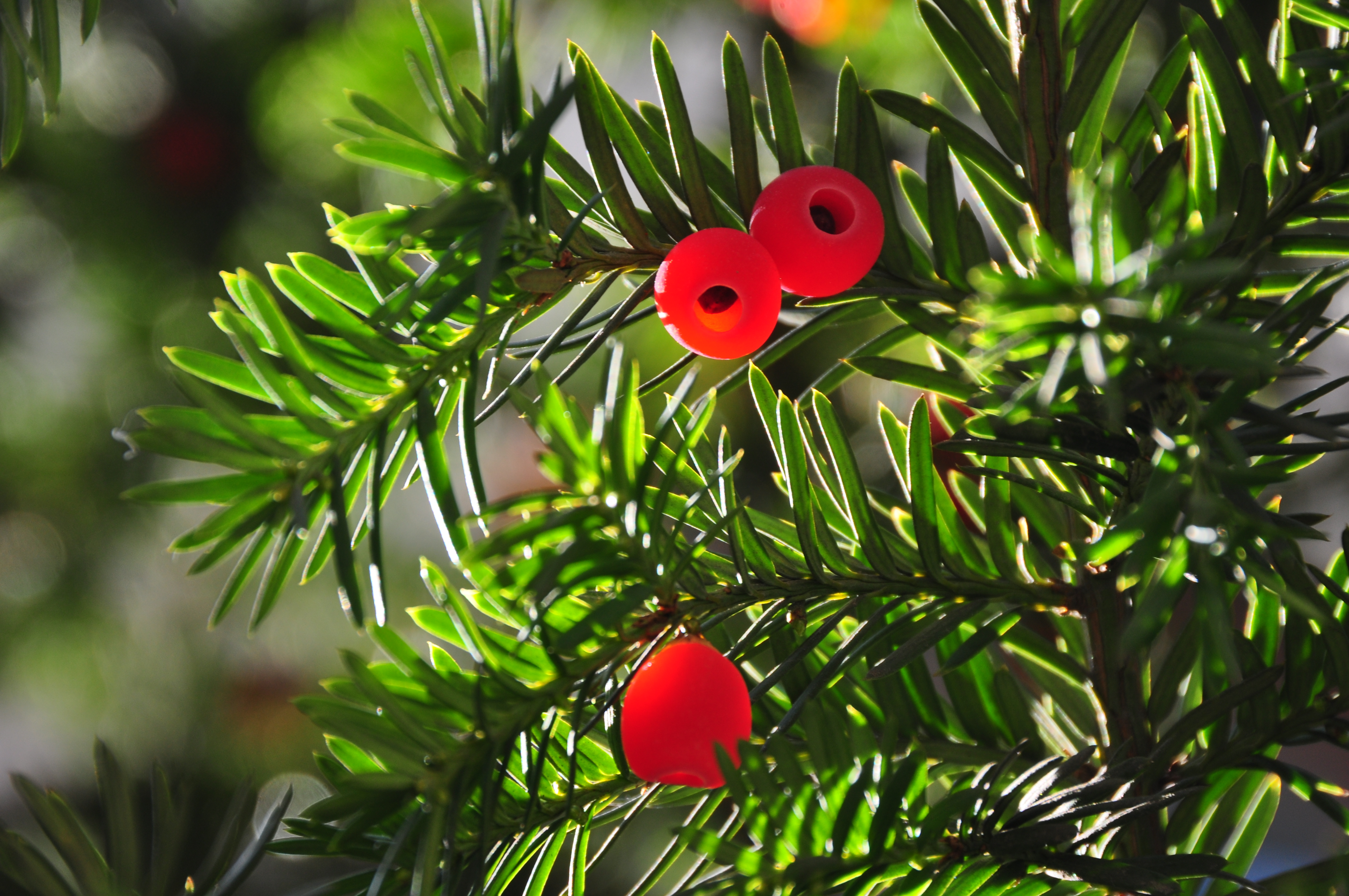
Гілка з плодами (м. Львів, 2012)
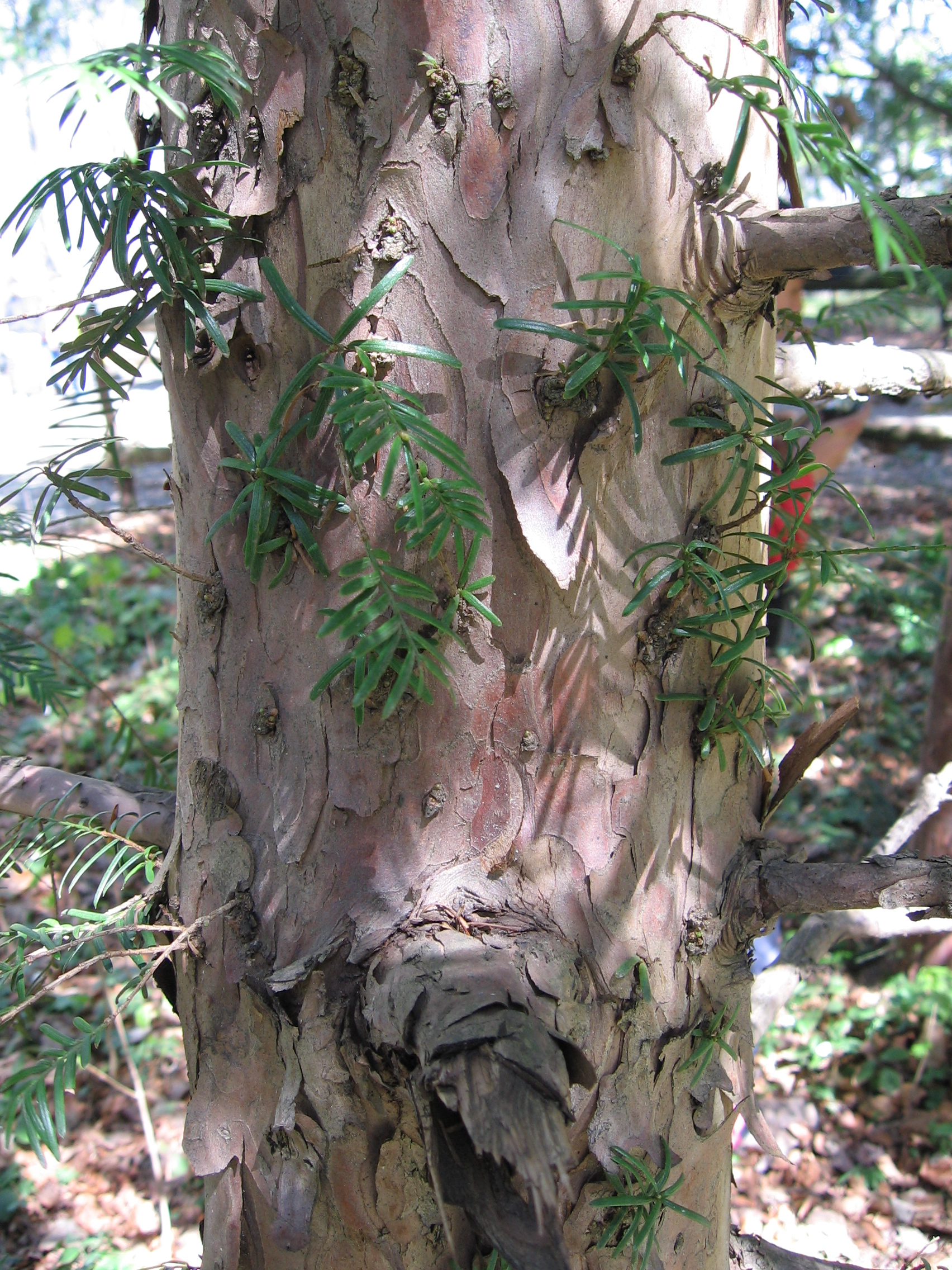
Кора та стовбур тиса ягідного в Княждвірському заказнику
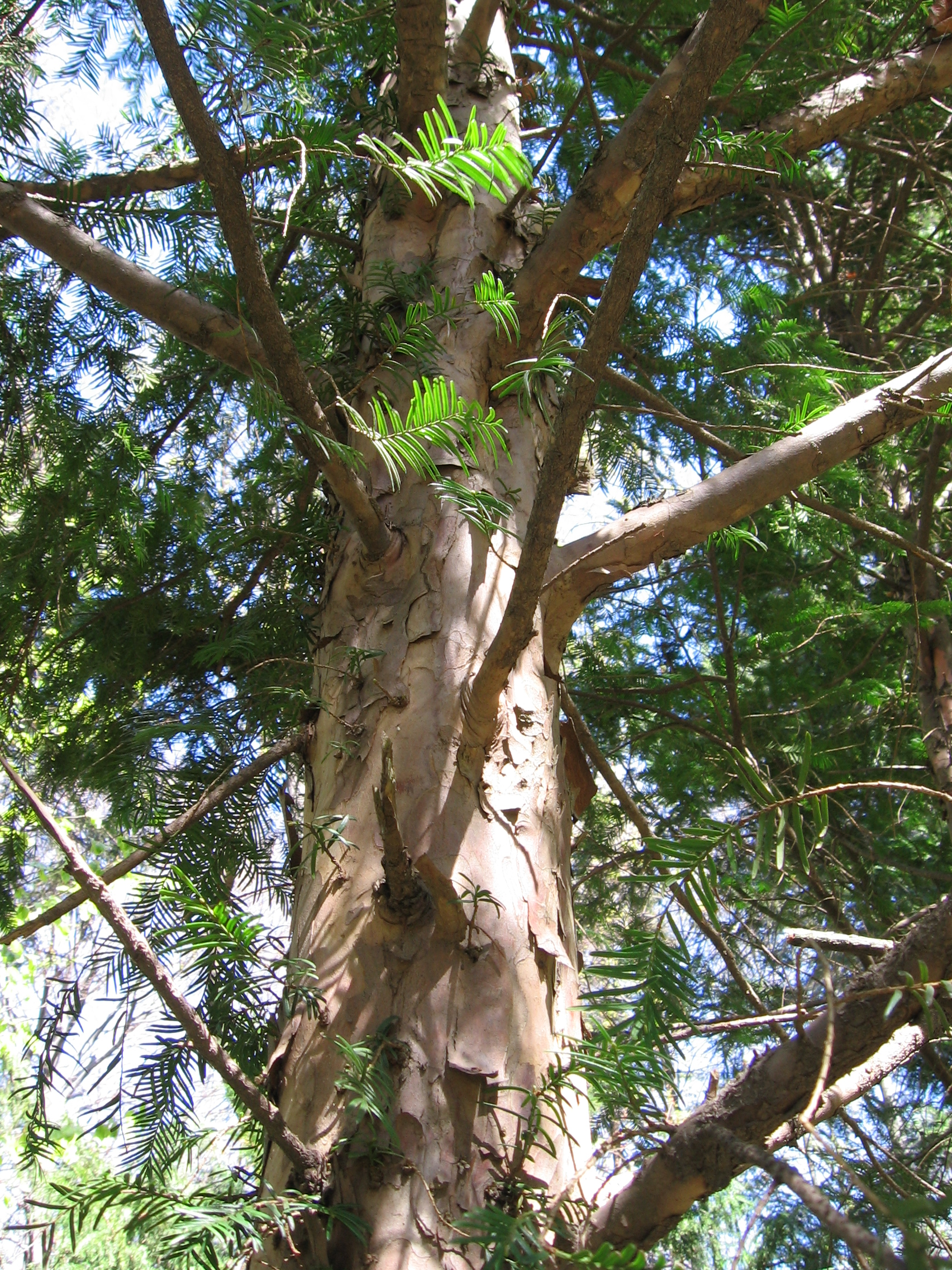
Стовбур та крона тиса в Княждворі
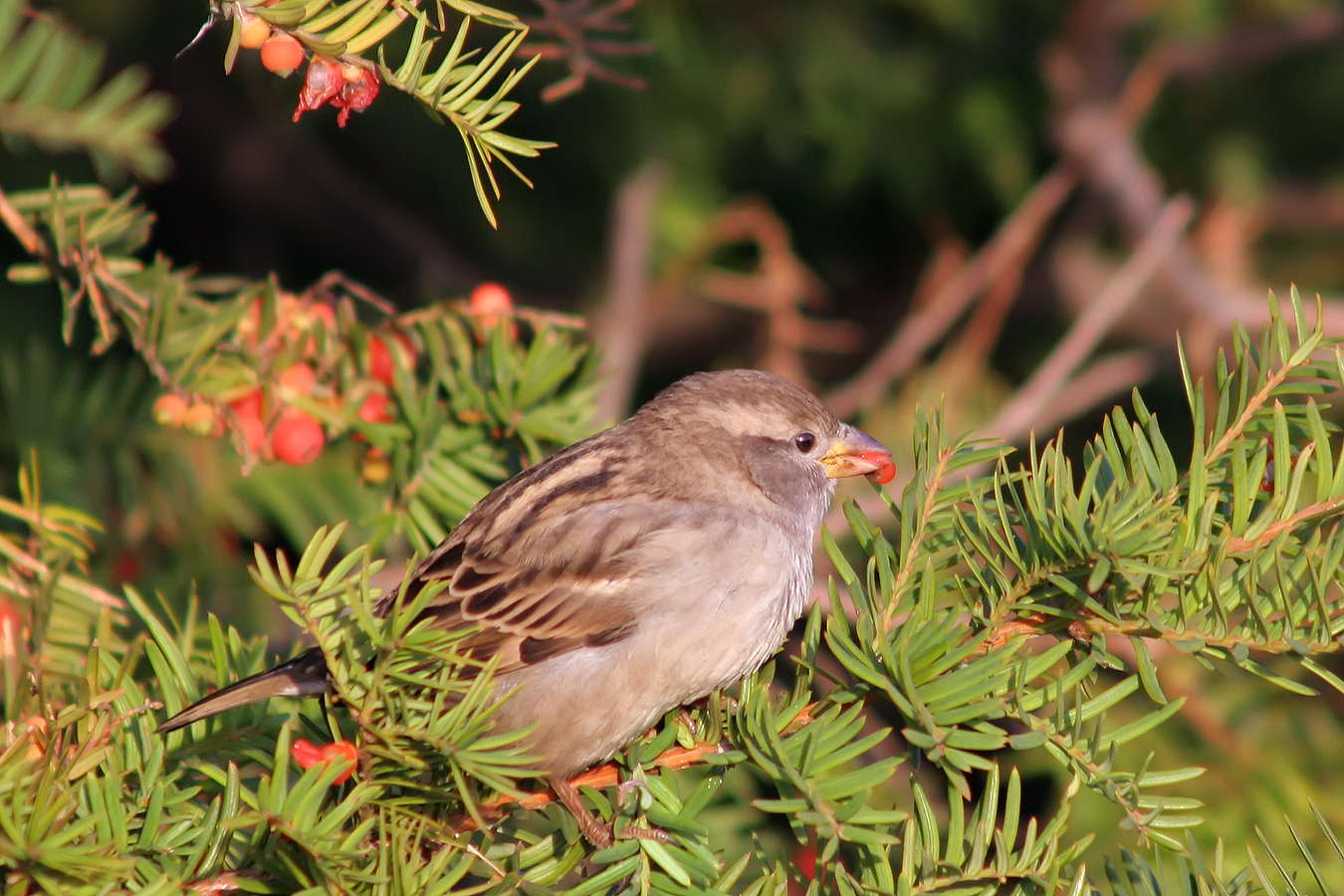
Самиця горобця хатнього поїдає «ягоди» тиса (Фінляндія)
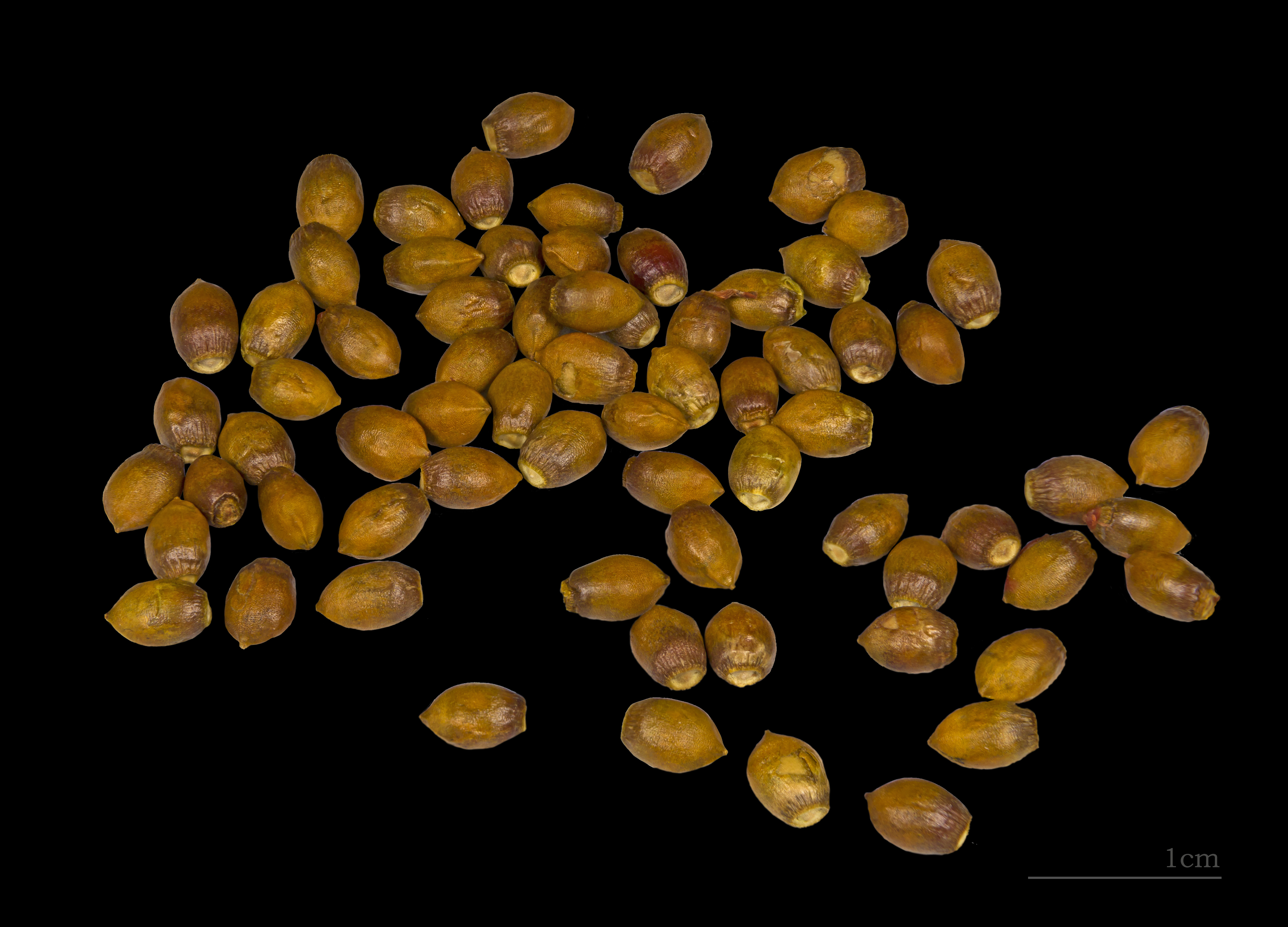
Насіння (Сад рослин Тулузи, Франція)
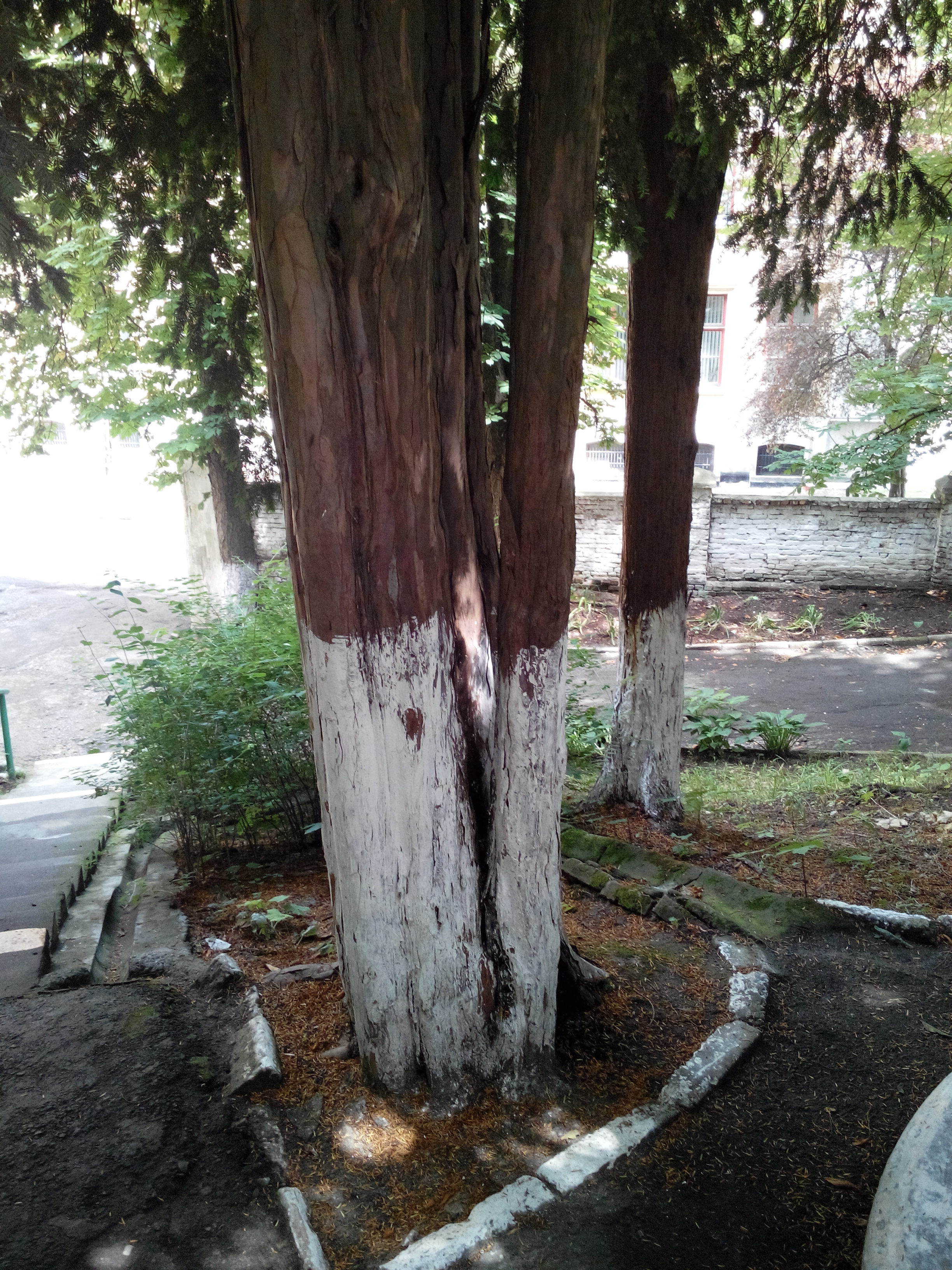
Стовбур тиса ягідного (Львів)
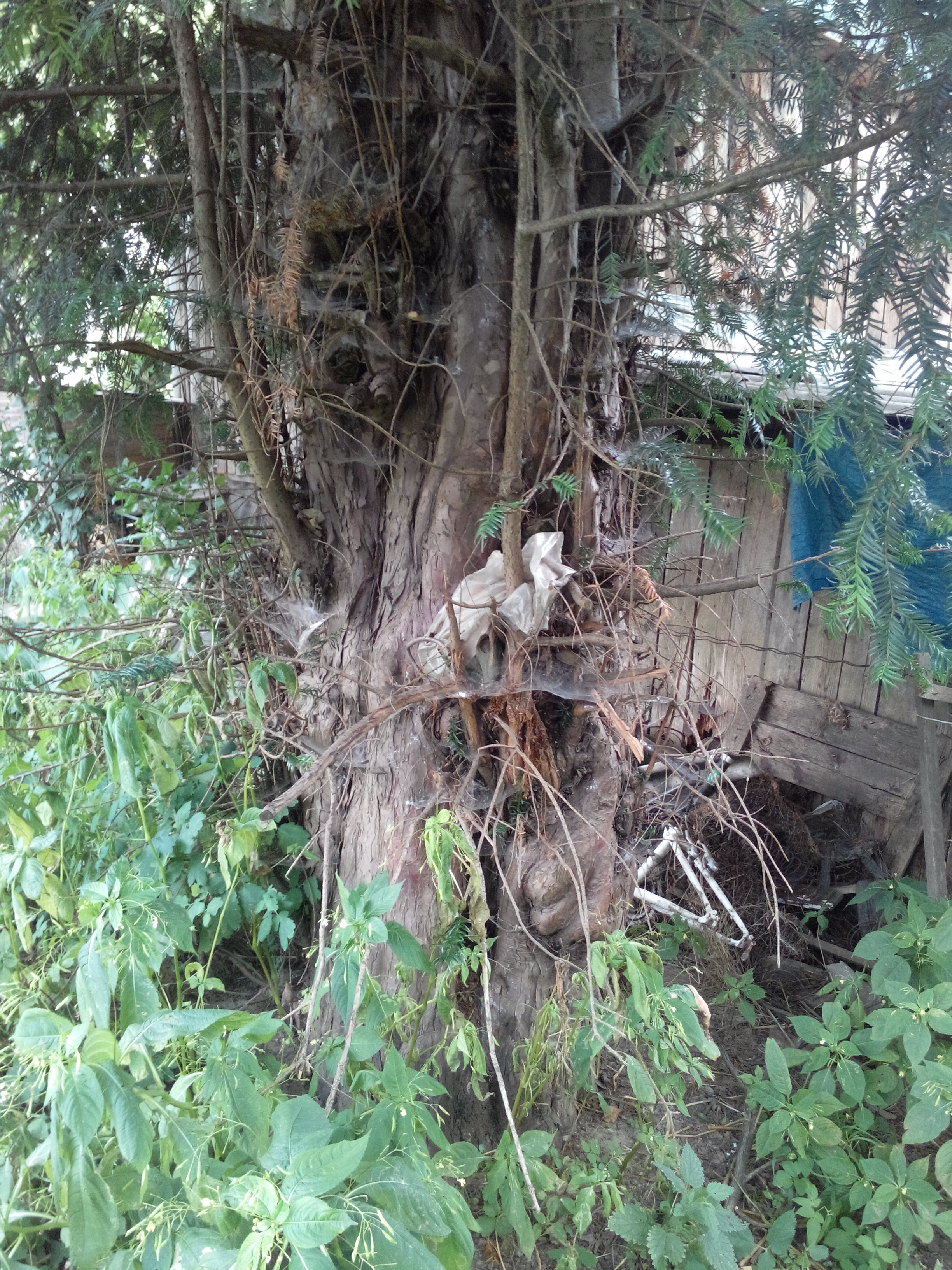
Одне з найстаріших у країні. Окружність 216 см, діаметр 70 см (Закарпатська область, с. Ділове)
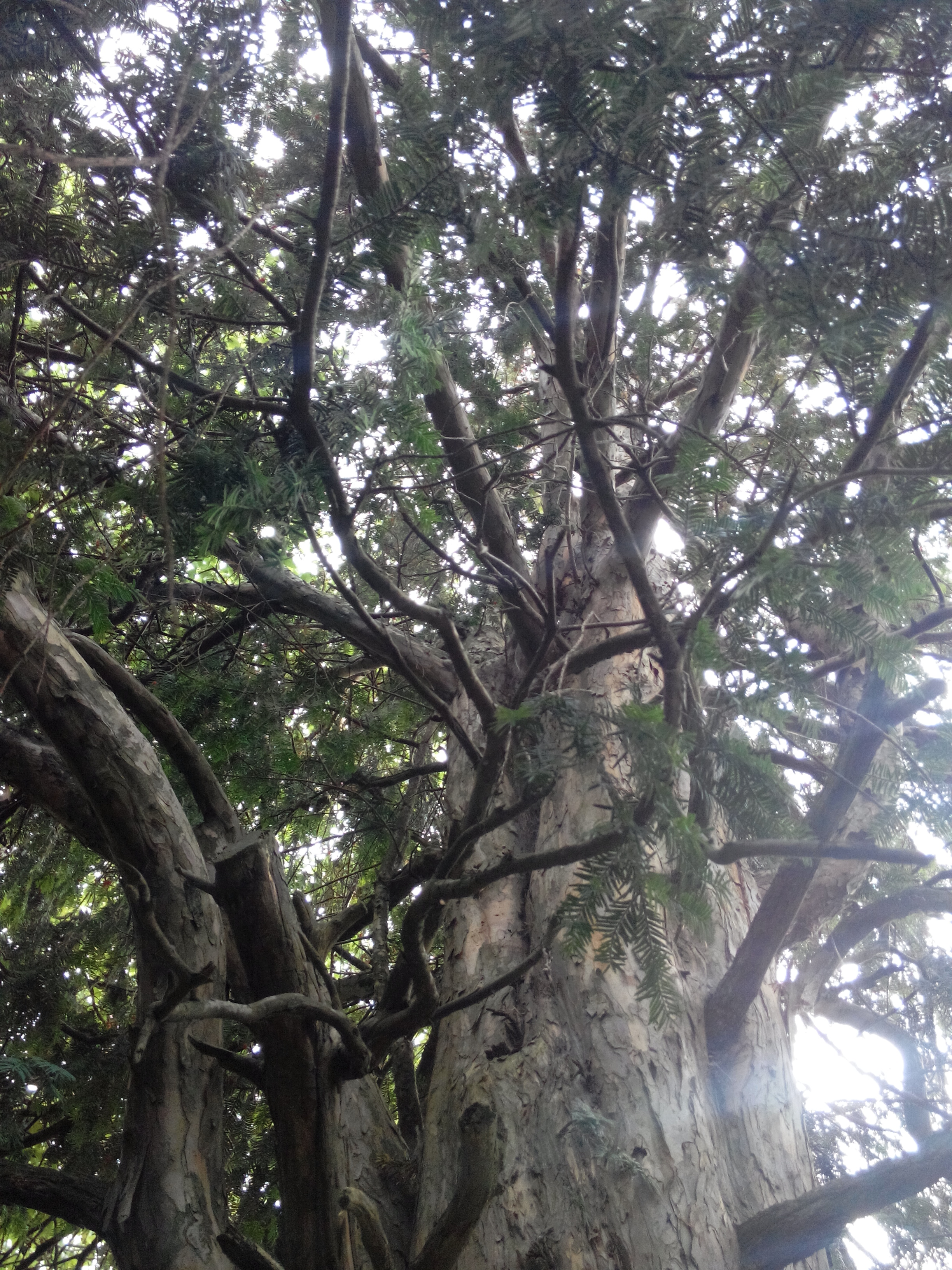
Жіноче дерево в с. Ділове. 157/50 см. Плодоносить.
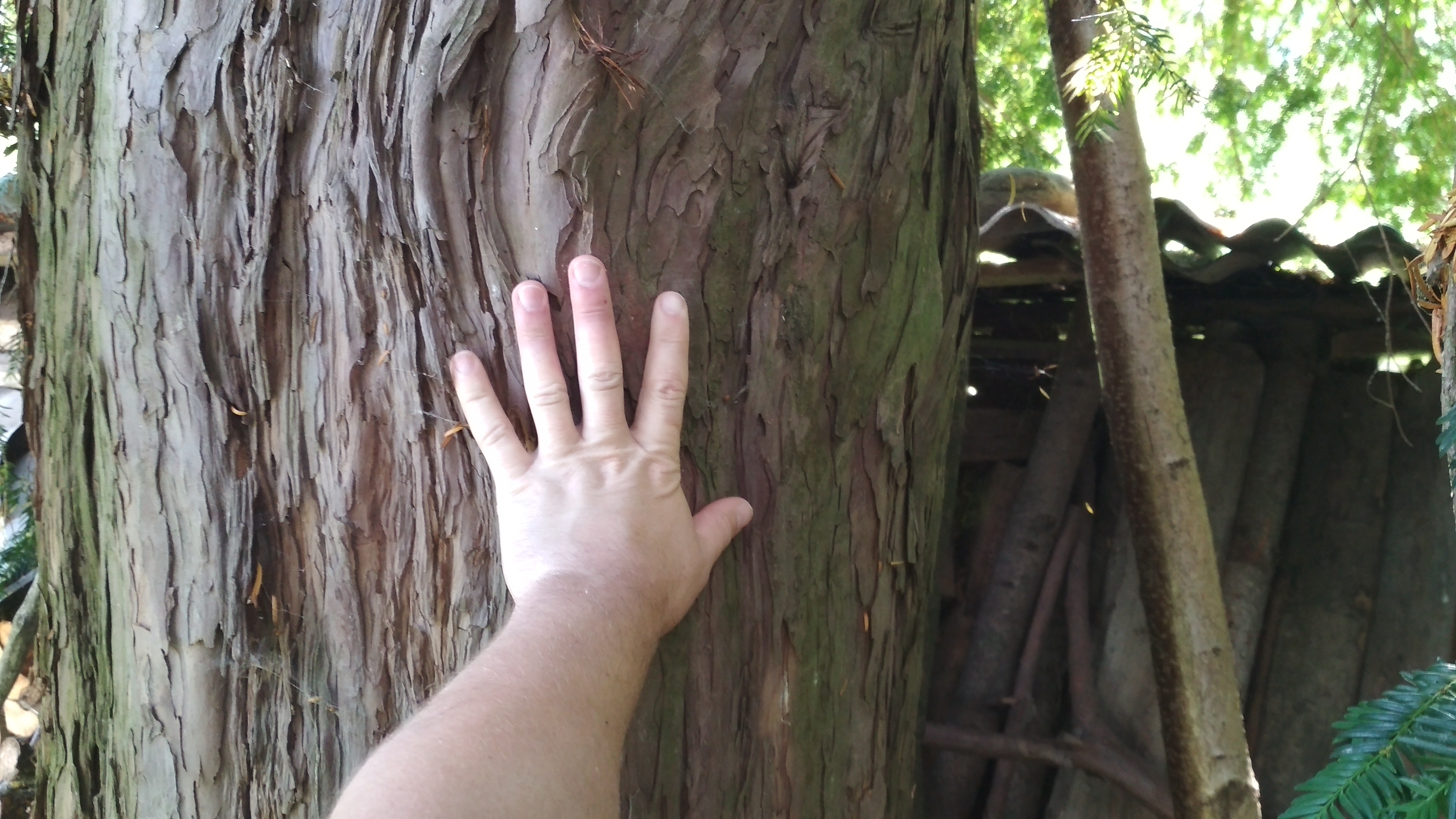
Діаметр орієнтовно 70 см, с. Заріччя.
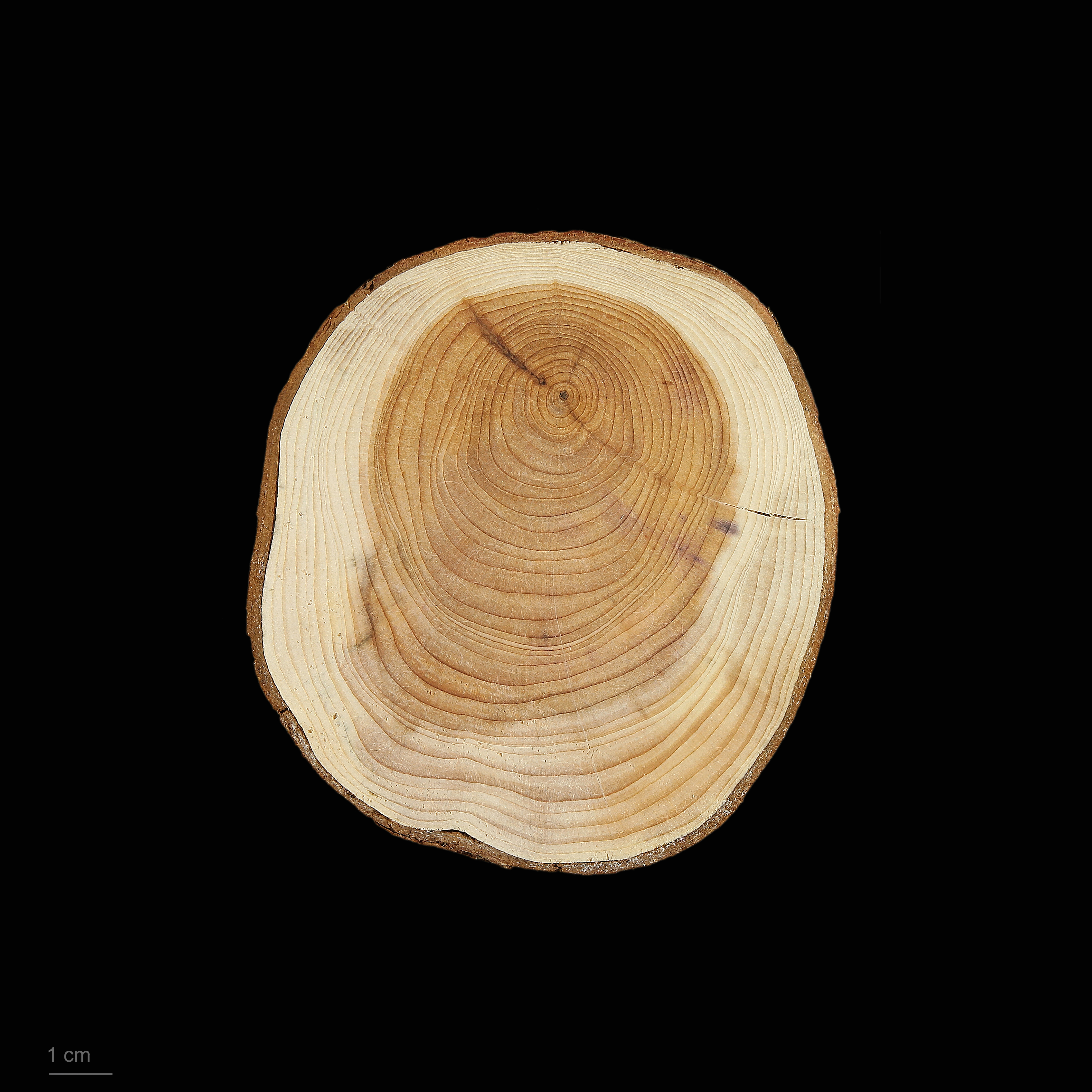
Taxus baccata